# Torben Overgaard
Torben Overgaard (født 5. februar 1982 i Thisted) er en dansk fodboldtræner og kommunalbestyrelsesmedlem i Thisted Kommune for Det Konservative Folkeparti. I den igangværende periode er han medlem af Erhvervs-, Arbejdsmarkeds- og Kulturudvalget. Han er desuden folketingskandidat for partiet i Nordjyllands Storkreds, og han var ligeledes opstillet for partiet ved Folketingsvalget 2015.
Han er uddannet lærer fra VIA University College i Skive med linjefag i matematik, samfundsfag og specialpædagogik. Til daglig arbejder han som lærer i Snedsted Skoles ADHD-afdeling. Han er desuden aktiv i lokalområdet bl.a. som amatørskuespiller og medlem af forskellige udvalg og kasserer for flere lokale foreninger. Privat er Torben Overgaard bosat i Thisted.
Han er desuden cheftræner for FC Thy-Thisted Q, der spiller i landets bedste kvindelige række Elitedivisionen. Han har været i klubben siden sommeren 2017, hvor han har ført holdet til to fjerdepladser i deres to første sæsoner i ligaen. Tidligere var han talenchef i Thisted FC for klubbens elitedrengehold fra U13-U19, fra 2015 til 2017.